# Coll de Fabregada
El Coll de Fabregada és un coll a 942,1 m. que separa les dues parts de la Feixa: l'occidental, amb els pobles d'Alsamora i Mont-rebei, entorn del barranc de la Maçana, i l'oriental, amb la resta de pobles de la Faixa (Sant Esteve de la Sarga, Beniure, Alzina, Moror i Estorm). Pertany al terme municipal de Sant Esteve de la Sarga.
És a ponent de Sant Esteve de la Sarga i a llevant d'Alsamora, al nord del Coll d'Ares i al sud del Tossal de Vilabella. A l'extrem de llevant del coll hi ha l'església romànica de la Mare de Déu de Fabregada, i en el costat meridional del coll hi ha les restes del despoblat de Fabregada.